# フラカンの日本武道館 -生きててよかった、そんな夜はココだ!-
『フラカンの日本武道館 -生きててよかった、そんな夜はココだ!-』（フラカンのにっぽんぶどうかん -いきててよかった、そんなよるはココだ!-）は2016年3月16日に発売されたフラワーカンパニーズの映像作品である。

## 概要
2015年12月19日に行われたバンド初の武道館公演の模様を収録した作品である。
1Blu-ray+2CDと2DVD+CDの2形態で発売され、いずれも初回仕様では三方背BOX + フォト&インタビューブック付となっている。

## 収録曲
ここでは1Blu-ray+2CDに準拠する

### Disc 1 (Blu-ray)
1. 消えぞこない
2. 恋をしましょう
3. 星に見離された男
4. 永遠の田舎者
5. はぐれ者賛歌
6. 脳内百景
7. トラッシュ
8. ビューティフルドリーマー
9. 元少年の歌
10. この胸の中だけ
11. 夢の列車
12. 発熱の男
13. 吐きたくなるほど愛されたい
14. 深夜高速
15. 春色の道
16. チェスト
17. 俺たちハタチ族
18. 終わらないツアー
19. 真冬の盆踊り
20. 夜明け
この曲よりアンコール。
21. ロックンロール
22. 孤高の英雄
23. 白眼充血絶叫楽団
24. NUDE CORE ROCK'N'ROLL
25. 三十三年寝太郎BOP
26. 東京タワー
27. サヨナラBABY

### DISC-2およびDISC-3(CD)
| 全作詞: 鈴木圭介（夢の列車のみグレートマエカワとの共作）、全編曲: フラワーカンパニーズ。 |                                |                                                  |                            |
| #                                                                                        | タイトル                       | 作詞                                             | 作曲                       |
| 1.                                                                                       | 「消えぞこない」               | 鈴木圭介（夢の列車のみグレートマエカワとの共作） | 鈴木圭介                   |
| 2.                                                                                       | 「恋をしましょう」             | 鈴木圭介（夢の列車のみグレートマエカワとの共作） | 竹安堅一、鈴木圭介         |
| 3.                                                                                       | 「星に見離された男」           | 鈴木圭介（夢の列車のみグレートマエカワとの共作） | グレートマエカワ、鈴木圭介 |
| 4.                                                                                       | 「永遠の田舎者」               | 鈴木圭介（夢の列車のみグレートマエカワとの共作） | 鈴木圭介                   |
| 5.                                                                                       | 「はぐれ者賛歌」               | 鈴木圭介（夢の列車のみグレートマエカワとの共作） | 鈴木圭介                   |
| 6.                                                                                       | 「脳内百景」                   | 鈴木圭介（夢の列車のみグレートマエカワとの共作） | 鈴木圭介                   |
| 7.                                                                                       | 「トラッシュ」                 | 鈴木圭介（夢の列車のみグレートマエカワとの共作） | 鈴木圭介                   |
| 8.                                                                                       | 「ビューティフルドリーマー」   | 鈴木圭介（夢の列車のみグレートマエカワとの共作） | 鈴木圭介                   |
| 9.                                                                                       | 「元少年の歌」                 | 鈴木圭介（夢の列車のみグレートマエカワとの共作） | 鈴木圭介                   |
| 10.                                                                                      | 「この胸の中だけ」             | 鈴木圭介（夢の列車のみグレートマエカワとの共作） | 鈴木圭介                   |
| 11.                                                                                      | 「夢の列車」                   | 鈴木圭介（夢の列車のみグレートマエカワとの共作） | フラワーカンパニーズ       |
| 12.                                                                                      | 「発熱の男」                   | 鈴木圭介（夢の列車のみグレートマエカワとの共作） | 鈴木圭介                   |
| 13.                                                                                      | 「吐きたくなるほど愛されたい」 | 鈴木圭介（夢の列車のみグレートマエカワとの共作） | 鈴木圭介                   |
| 14.                                                                                      | 「深夜高速」                   | 鈴木圭介（夢の列車のみグレートマエカワとの共作） | 鈴木圭介                   |

| #   | タイトル                  | 作詞 | 作曲                       |
| --- | ------------------------- | ---- | -------------------------- |
| 1.  | 「春色の道」              |      | グレートマエカワ、鈴木圭介 |
| 2.  | 「チェスト」              |      | 鈴木圭介                   |
| 3.  | 「俺たちハタチ族」        |      | グレートマエカワ、鈴木圭介 |
| 4.  | 「終わらないツアー」      |      | 鈴木圭介                   |
| 5.  | 「真冬の盆踊り」          |      | フラワーカンパニーズ       |
| 6.  | 「夜明け」                |      | 竹安堅一、鈴木圭介         |
| 7.  | 「ロックンロール」        |      | 鈴木圭介                   |
| 8.  | 「孤高の英雄」            |      | 鈴木圭介                   |
| 9.  | 「白眼充血絶叫楽団」      |      | 鈴木圭介                   |
| 10. | 「NUDE CORE ROCK'N'ROLL」 |      | グレートマエカワ           |
| 11. | 「三十三年寝太郎BOP」     |      | 鈴木圭介                   |
| 12. | 「東京タワー」            |      | フラワーカンパニーズ       |
| 13. | 「サヨナラBABY」          |      | 鈴木圭介                   |

## 演奏
- 鈴木圭介 - ボーカル、ハープ、ギター
- グレートマエカワ - ベース、アコースティックギター、コーラス
- 竹安堅一 - ギター、コーラス
- ミスター小西 - ドラムス、ボンゴ、コーラス